# Max E. Mandelstamm

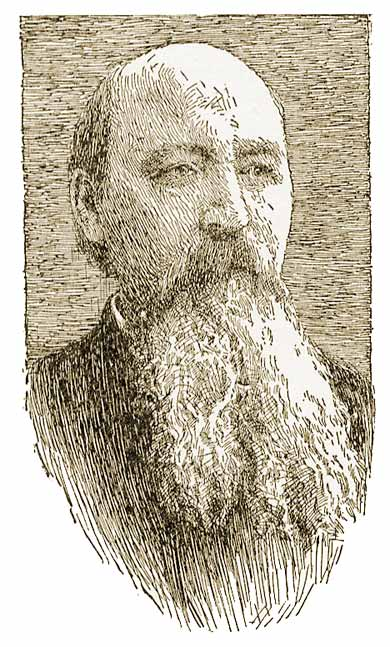
Max E. Mandelstamm

Max Emmanuel Mandelstamm (* 16. Mai 1839 in Žagarė, Russisches Kaiserreich an der lettisch-litauischen Grenze; † 18. März 1912 in Kiew) war ein russisch-jüdischer Früh-Zionist mit großem Einfluss auf das Judentum Südrusslands und ein bekannter Augenarzt aus der Schule Alexander Pagenstechers.

## Leben
Von 1868 bis 1880 arbeitete er als Privatdozent für Ophthalmologie an der Universität Kiew. Als ihm wegen seines Judentums die volle Professur verweigert wurde, kündigte er.

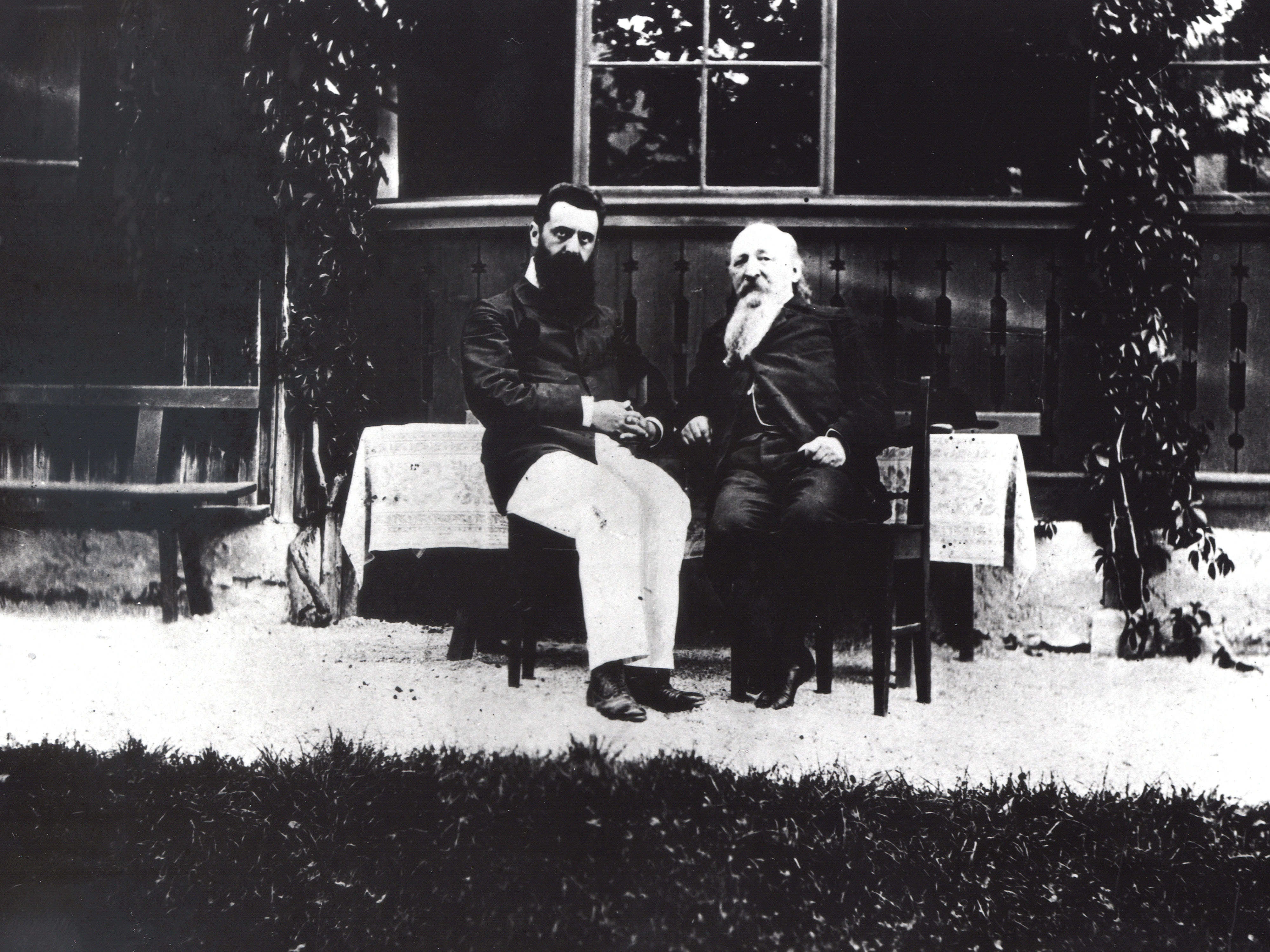
Herzl und Mandelstamm 1903 in Österreich (Altaussee)

Mandelstamm war ein früher Anhänger der Chowewe Zion und einer der Initiatoren und Einberufer der Kattowitzer Konferenz 1884. Dort erfolgte die Gründung der Chowewe Zion-Gruppe von Odessa, dem damaligen Zentrum der Bewegung. Ziel der Konferenz war eine organisatorische Verbesserung der Zusammenarbeit der isolierten einzelnen Chowewe Zion-Vereine. Es wurde unter anderem beschlossen, einen Montefiore-Verband zur Förderung des Ackerbaus unter den Juden und zur Unterstützung der jüdischen Kolonisten in Palästina zu gründen. Mandelstamm gehörte zu den vier russischen Delegierten im großen Aktionskomitee der zionistischen Bewegung.
Mandelstamm war mit Theodor Herzl befreundet und hat mit ihm 1903 gegen den durch Herzls Uganda-Politik hervorgerufenen Aufstand der russischen Zionisten unter Ussischkin gekämpft.
Auf dem 7. Zionistenkongress im August 1905 in Basel, dessen Mehrheit sich für die Ablehnung des Ugandaprojekts entschieden hatte, verließ Mandelstamm (nach Herzls Tod) die zionistische Bewegung und schloss sich der Jewish Territorialist Organization (JTO) Zangwills an.
Körner führt an, dass Mandelstamm der „jüdische Turnvater“ genannt wurde, da er für die körperliche Hebung der Juden mittels Turnen und Sport eintrat.